# Pedicia (Pedicia) albivitta
Pedicia (Pedicia) albivitta is een tweevleugelige uit de familie Pediciidae. De soort komt voor in het Nearctisch gebied.